# Buda (Mazovie)
Pour les articles homonymes, voir Buda.
Buda (prononciation : [ˈbuda]) est un village polonais, situé dans la gmina de Stare Babice de la Powiat de Varsovie-ouest et dans la voïvodie de Mazovie dans le centre-est de la Pologne.
Il se situe à environ 9 kilomètres au nord-ouest de Stare Babice, 10 kilomètres au nord-ouest d'Ożarów Mazowiecki et à 20 kilomètres au nord-ouest de Varsovie.
Le village a une population de 28 habitants en 2010.